# گرگی در میان ما ۲
گرگی در میان ما ۲ (انگلیسی: The Wolf Among Us 2) یک بازی ویدئویی قسمتی به سبک ماجراجویی گرافیکی است که توسط تل‌تیل گیمز با کمک استودیو AdHoc، استودیویی متشکل از کارکنان سابق تل‌تیل گیمز، توسعه و منتشر خواهد شد. این بازی دنباله‌ای بر بازی گرگی در میان ما است که در سال ۲۰۱۳ منتشر شده است و نسخه دوم، شش ماه پس از اتفاقات عنوان قبلی رخ می‌دهد.

## توسعه
زمانی که گرگی در میان ما در ژوئیه ۲۰۱۴ به پایان رسید، تل‌تیل گیمز به فکر ساخت فصل دوم بود، اما آنها قبلاً به پروژه‌های منتهی به قصه‌های از سرزمین‌های مرزی، ماینکرفت: حالت داستانی و بازی تاج‌وتخت متعهد بودند. این شرکت از علاقه شدید به فصل دوم در طول سال‌های میانی آگاه بود و آنها به دنبال زمان مناسب برای توسعه آن بودند.
دومین فصلی که هنوز نامی از آن برده نشده است، در ژوئیه ۲۰۱۷ در کامیک-کان سن دیگو اعلام شد و در ابتدا قرار بود در سال ۲۰۱۸ برای رایانه‌های شخصی، کنسول‌ها و دستگاه‌های تلفن همراه نمایش داده شود. قرار بود آدام هرینگتون و ارین ایوت هر دو به ترتیب برای صداپیشگی بیگبی ولف و سفید برفی بازگردند.
استافر گفت که فصل دوم پایان نفس گیر دربارهٔ ارتباط بین نریسا و فیت را حل نخواهد کرد. او گفت که قرار بود پایانی شبیه به یک اثر فیلم نوآر داشته باشد که بیننده را در مورد پیامدهای آن فکر کند، اما هرگز این را به عنوان یک ۱ پایان نفس‌گیر ندیدند. در عوض، فصل ۲ با روایت بیشتر مربوط به بیگبی و سفید برفی ادامه می‌داد.
تا مه ۲۰۱۸، تل‌تیل گیمز اعلام کرد که به دلیل مشکلات اخیر داخلی استودیو، آنها مجبور شدند انتشار دنباله را تا سال ۲۰۱۹ به تعویق بیندازند. در سپتامبر ۲۰۱۸، تل‌تیل گیمز اکثریت استودیو را به دلیل «چالش‌های غیرقابل حل» تعطیل کرد و فصل دوم گرگی در میان ما را از جمله پروژه‌های در دست توسعه لغو کرد. پس از احیای تل‌تیل گیمز توسط LCG Entertainment، گرگی در میان ما یکی از عناوینی بود که دوباره توسط LCG خریداری شد، اما در آن زمان هیچ اطلاعیه ای در مورد دنباله آن اعلام نشد.
این شرکت بازی گرگی در میان ما ۲ را در جوایز بازی ۲۰۱۹ معرفی کرد. عاقبت به رویدادهای پس از بازی اول ادامه خواهد داد، اگرچه همچنان به عنوان پیش‌درآمد سری کمیک باقی می‌ماند. این بازی با همکاری استودیوی AdHoc ساخته شده است که توسط کارکنان سابق تل‌تیل گیمز تشکیل شده است که بر روی عناصر داستانی و سینمایی بازی تمرکز می‌کنند در حالی که تل‌تیل گیمز گیم پلی و سایر طراحی‌ها را اجرا می‌کند. علاوه بر بازگشت کارکنان تل‌تیل گیمز، هرینگتون و ایوت برای صداپیشگی بیگبی و سفید برفی بازخواهند گشت و جرد امرسون-جانسون موسیقی بازی را خواهد ساخت. این بازی بر روی آنریل انجین ۵ ساخته شده و به صورت اپیزودیک منتشر خواهد شد.
این دنباله به‌طور کامل از ابتدا و با استفاده از هیچ‌یک از ایده‌ها و کارهای اولیه ای که در زیر پرچم سابق تل‌تیل گیمز قبل از بسته شدن آن انجام شده بود، کار خواهد شد. برخلاف رویکرد چرخه توسعه گذشته در تل‌تیل گیمز سابق که هر قسمت به صورت مستقل توسعه می‌یافت، همه قسمت‌های گرگی در میان ما ۲ به‌طور همزمان توسعه می‌یابند. این بازی قرار است در تاریخی نامشخص منتشر شود.